# Victor Montalvo
Victor Montalvo (nom de scène : Victor), né le 1er mai 1994, est un pratiquant américain de breakdance.

## Biographie
Victor obtient sa qualification aux Jeux Olympiques de Paris 2024 en remportant le titre de Champion du monde 2023.

## Palmarès
- Jeux olympiques
  -  Médaille de bronze aux Jeux olympiques de 2024

- Championnats du monde
  -  Médaille d'or en 2021 à Paris
  -  Médaille de bronze en 2022 à Séoul
  -  Médaille d'or en 2023 à Louvain

- Jeux mondiaux
  -  Médaille d'or en 2022 à Birmingham